# 小行星2042
小行星2042（2042 Sitarski）是一颗围绕太阳公转的小行星。1960年9月24日，C. J. 万·豪敦、I. 万·豪敦-格勒内费尔德、T. 赫雷爾斯在帕洛马山发现了此天体。
該小行星以波蘭天文學家格爾澤戈爾茲·西塔斯基（Grzegorz Sitarski）命名。
这颗小行星的绝对星等为54.93556926052414等。